# The God Machine
The God Machine est un groupe américain de rock alternatif, originaire de San Diego, en Californie, actif entre 1990 et 1995. Durant son existence, ses membres sont tous originaires de San Diego, mais ils vivent et se produisent principalement au Royaume-Uni et en Europe.

## Histoire
Le groupe se composait de trois membres : Robin Proper-Sheppard (guitare, chant), Jimmy Fernandez (basse) et Ronald Austin, alias Austin Lynn Austin (batterie), et ils se produisent officiellement pour la première fois sous le nom de The God Machine en 1991. Ils sortent un EP, Purity, sur le label Eve, et décrochent plus tard un contrat d'enregistrement avec Fiction Records. Ils sortent deux albums au cours de leur carrière, tous deux axés sur le rock alternatif sombre et industriel, leur signature, avant que Fernandez ne décède subitement d'une hémorragie cérébrale. Leur single Home atteint la 65e place du classement des singles britanniques en janvier 1993. Proper-Sheppard fonde ensuite le label The Flower Shop Recordings et les groupes Sophia et The May Queens. En 2020, après près de trois décennies, Austin forme et lance son propre projet musical, Mercylane.
Leur deuxième album, One Last Laugh in a Place of Dying, est reconnu par le magazine Alternative Press comme l'un des « 90 meilleurs albums des années '90 » (no 88) dans son numéro de décembre 1998. Le groupe gallois de rock Liberty 37 donne leur nom à son deuxième et dernier album.

## Discographie

### Albums studio
- 1993 : Scenes from the Second Storey (no 55[3])
- 1994 : One Last Laugh in a Place of Dying (no 100[4])

### EP
- 1991 : Purity
- 1992 : Desert Song
- 1992 : Ego
- 1993 : Home